# Havelock Island
Swaraj Dweep vormals Havelock Island, engl. Havelock Island ist die Hauptinsel des Ritchie's Archipel der Andamanen im Golf von Bengalen, die zu Indien gehören. Östlich der Insel erstreckt sich die Andamanensee. Politisch gehört die Insel zum indischen Unionsterritorium Andamanen und Nikobaren. Sie liegt ca. 57 km nordöstlich von Port Blair. Sie ist die größte Insel des Ritchie's Archipel.

## Name
Die Insel wurde am 30. Dezember 2018 vom indischen Premierminister Narendra Modi auf den indischen Namen Swaraj Dweep umbenannt. Vorher war die Insel nach Henry Havelock, einem britischen Generalmajor, der an mehreren Feldzügen in Britisch-Indien teilnahm, benannt. Der Archipel wurde nach dem britischen Geometer John Ritchie benannt, der zwischen 1770 und 1785 die Region der Andamanen für die East India Company vermessen und dokumentiert hat.

## Einwohner
Die Insel wird hauptsächlich von Siedlern aus Bengalen bewohnt. Die Einwohner sprechen Hindi, Bengalisch, Tamil und Telugu und gehören den Religionen Hinduismus, Christentum und Islam an.
Die ursprünglich auf den Inseln des Ritchie's Archipel beheimatete indigene Ethnie der Groß-Andamaner ist im Rahmen der Kolonialisierung der Inseln verschwunden.

## Flora und Fauna
Die Insel unterscheidet sich nicht wesentlich von den übrigen Inseln. Auch hier findet man Regenwald und Mangrovenwald mit teilweise endemischen Tierarten sowie eine artenreiche Unterwasserwelt.

## Tourismus
Die Insel gehört zu den Ausnahmen, wo der Tourismus durch die Administration des Territoriums aktiv gefördert wird. Deswegen gehört sie zu den am meisten besuchten Inseln. Erwünscht ist vor allem Ökotourismus.
Es gibt eine tägliche Fährverbindung vom Marine Jetty in Port Blair, die von der Regierung betrieben wird.
Das offizielle Touristenbüro unterhält auf der Insel ein Gästehaus und einen Campingplatz. Es gibt aber auch Resorts.

## Bildergalerie

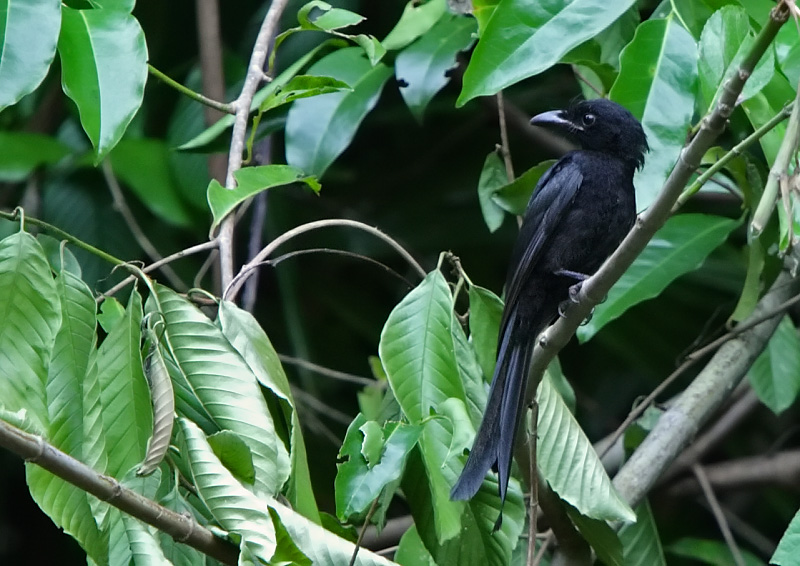
Andamanendrongo (Dicrurus andamanensis)
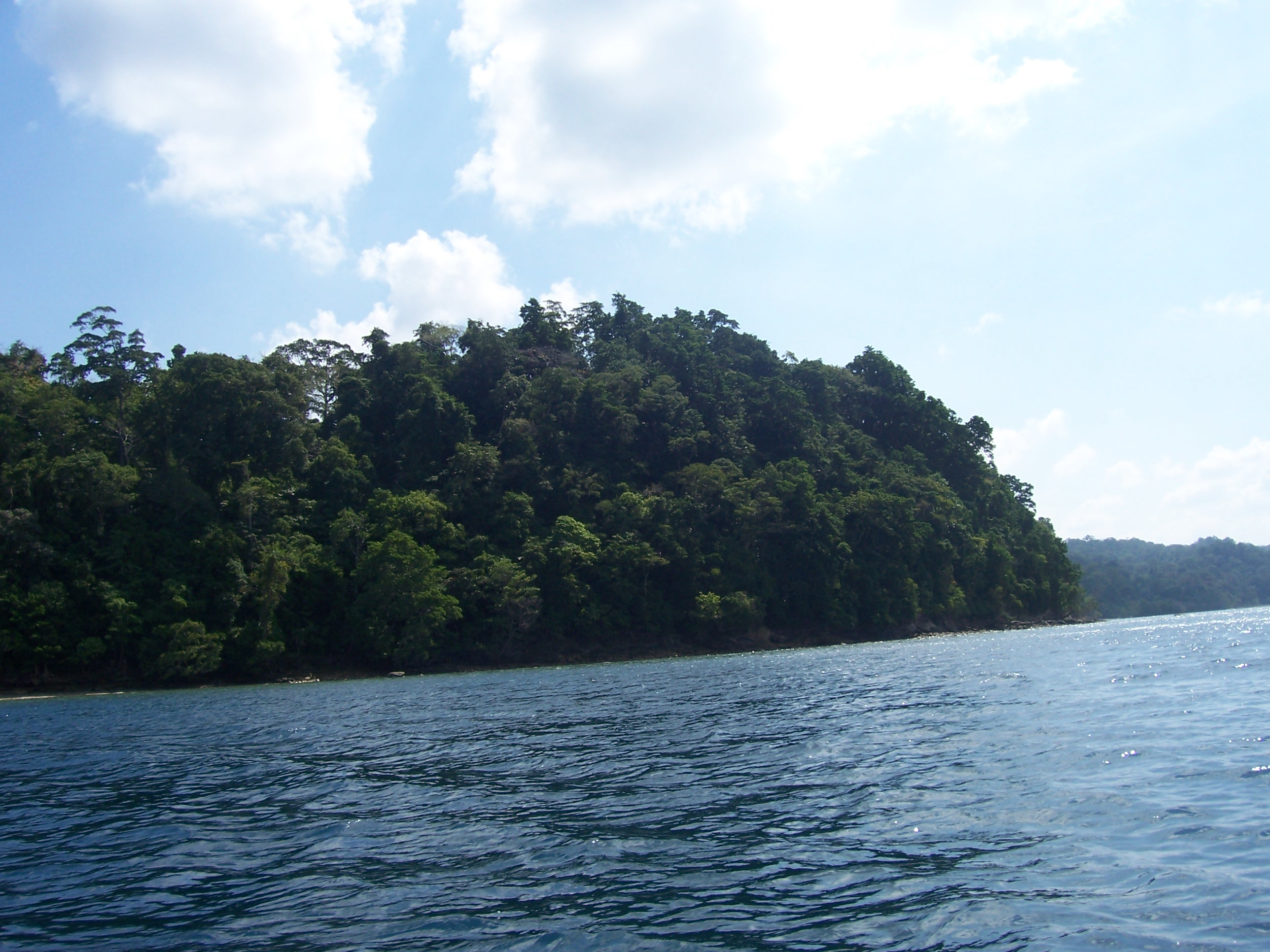
Mangrovenwald
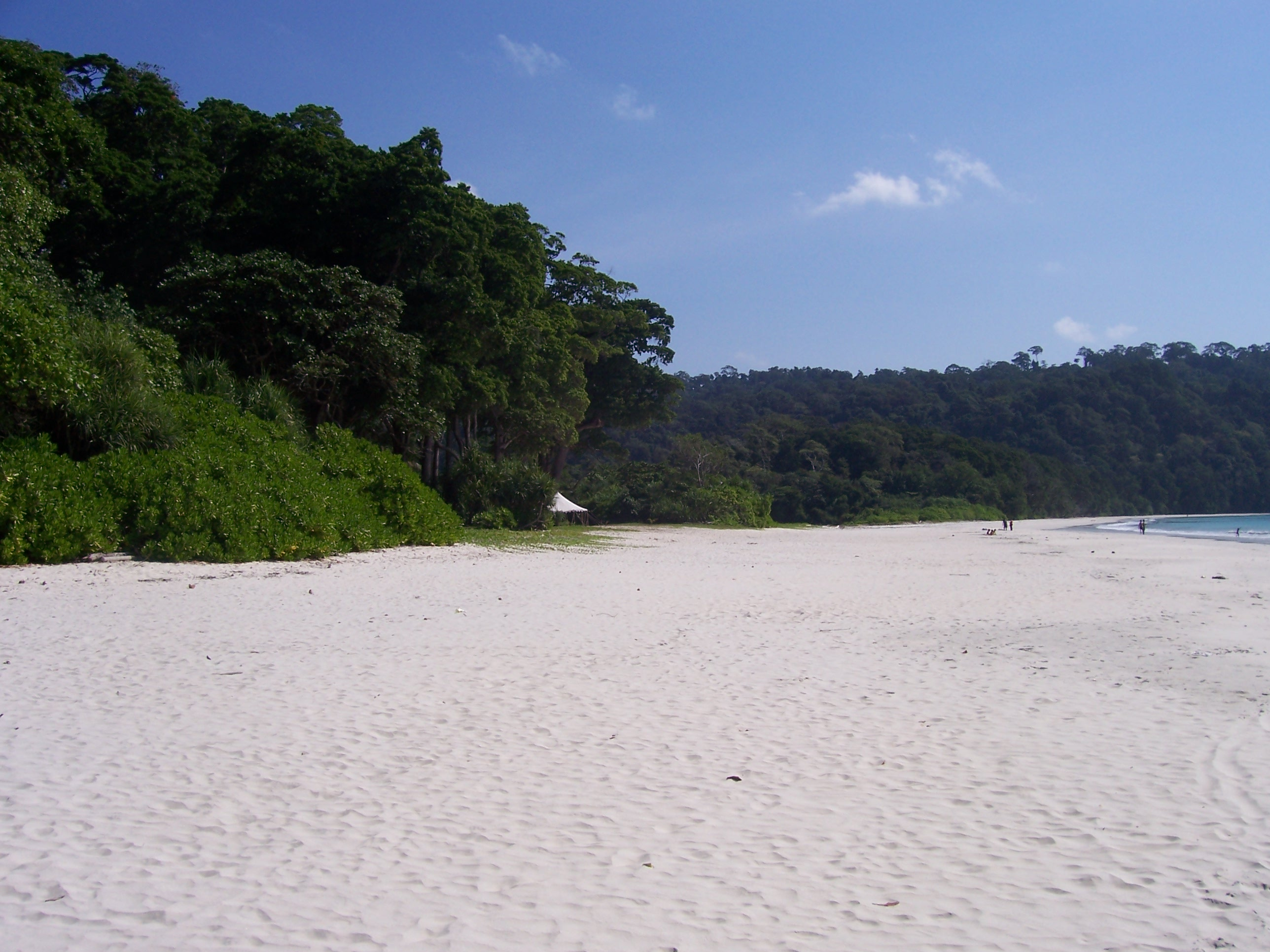
Radhanagar Beach
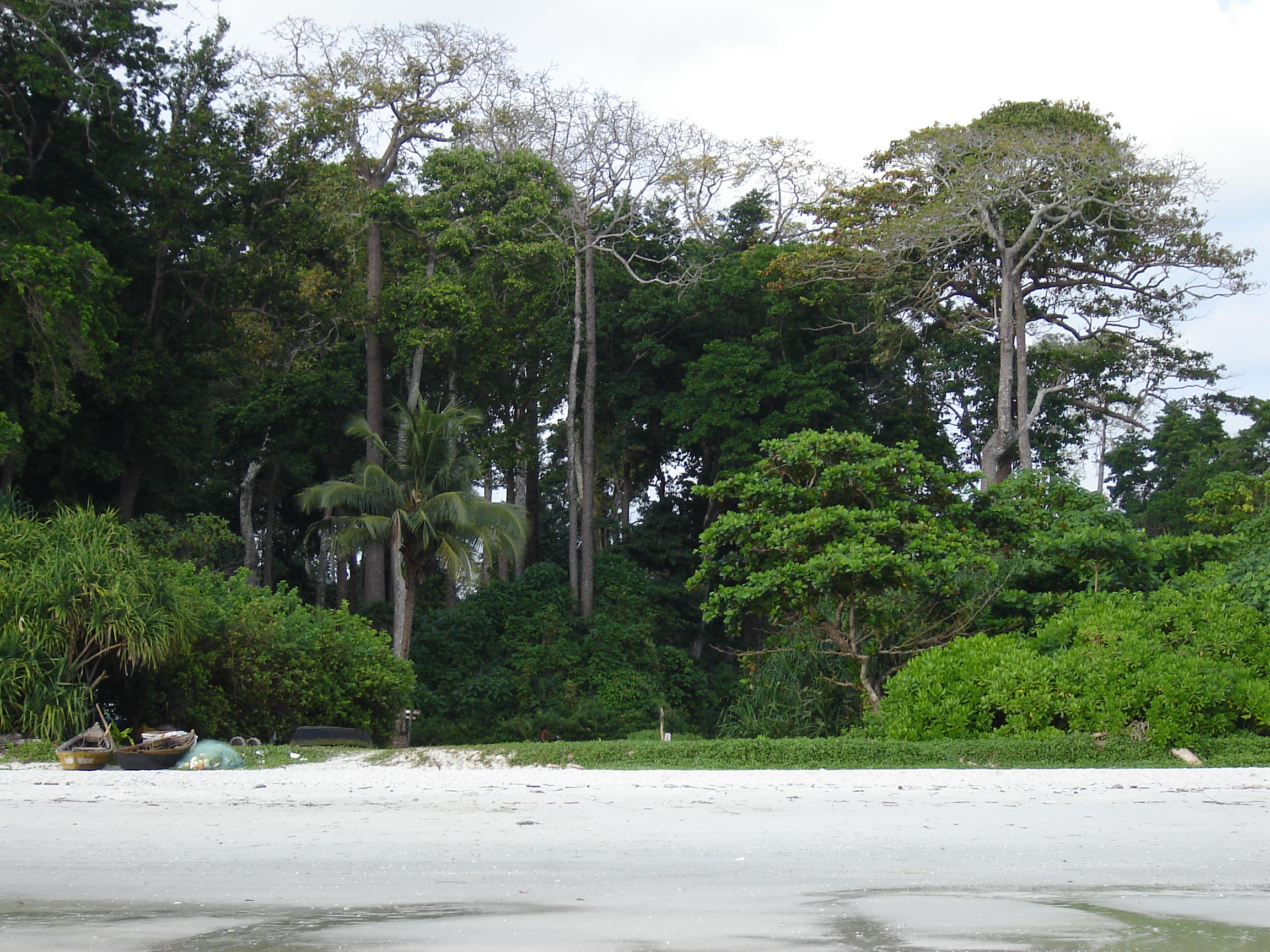
Blick vom Strand aus